# Neopolitan Dreams
«Neopolitan Dreams» es un sencillo de la cantante y compositora australiana Lisa Mitchell. El lanzamiento se produjo el 2 de agosto de 2008 por su discográfica Scorpio Music, como sencillo del álbum de estudio Wonder. La canción vendió 22 000 copias en iTunes después de que se usó en comerciales europeos para el detergente Omo, DVB-IPI Hutchison 3G y Deutsche Telekom. Y en Estados Unidos, comerciales de queso crema.

## Video musical
El video musical de «Neopolitan Dreams», fue publicado el 5 de septiembre de 2008. El video comienza con Lisa Mitchell tomando una foto con una cámara réflex, en donde Mitchell se encuentra en un bosque y lleva en la mano una canasta mientras canta y camina. Se topa con un jardinero donde en su carreta lleva una guitarra acústica, Mitchell se la lleva sin ningún tipo de problema, y la empieza a ejecutar en el camino. Se encuentra con una cama y se recuesta pero sigue cantando, pasa lo mismo con una mesa, donde un grupo de chicos vestidos de flores acompañan a cantar a Mitchell. Termina el video mostrando la foto con unos muffins que se toma al principio del video.

## Lista de canciones
| Sencillo de Aus iTunes |                     |          |  |
| N.º                    | Título              | Duración |  |
| 1.                     | «Neapolitan Dreams» | 3:30     |  |
| 2.                     | «Fall In Line»      | 3:45     |  |
| 6:15                   |                     |          |  |

## Personal
- Lisa Mitchell: compositora y escritora
- Dann Hume: configurador de mezcla, producción

## Posicionamiento en listas

### Listas semanales
| Lista (2008/09)                       | Mejor posición |
| ------------------------------------- | -------------- |
| Australia (ARIA)                      | 70             |
| Alemania (Offizielle Deutsche Charts) | 33             |